# Ploranera turdina fosca
La ploranera turdina fosca (Schiffornis stenorhyncha) és un ocell de la família dels titírids (Tityridae). Es troba a Panamà, Colòmbia, Veneçuela. El seu hàbitat són els boscos tropicals i subtropicals de frondoses humits de les terres baixes i de l'estatge montà. El seu estat de conservació es considera de risc mínim.